# Estoque de segurança
O estoque de segurança é caracterizado pelo ato de manter níveis de estoque suficientes para evitar faltas de estoque diante da variabilidade da demanda e a incerteza do ressuprimento (repor item faltante) do produto quando necessário.
Quando se trabalha sem essa segurança, o atraso na entrega de uma mercadoria pelo fornecedor normalmente causa o esgotamento do estoque do período previsto da entrega até a efetiva chegada do produto.
Já no caso das vendas ou consumo da mercadoria estocada ser maior que o previsto enquanto o produto fornecido estiver em trânsito para o local de estocagem, também é possível que esse produto não se encontre disponível quando necessário.
Por estes motivos as empresas mantém o estoque de segurança em seus armazéns, evitando assim problemas de corte no fornecimento.
É como a caixa d'agua de nossas casas, caso não existissem, na menor interrupção do fornecimento a água não estaria mais disponível em nossas torneiras.
Mas assim como o estoque de segurança possui seus benefícios, também traz alguns problemas às empresas, que precisam de locais maiores para armazenagem e disponibilizar capital para o investimento em estoque, o mesmo capital que poderia estar sendo empregado na compra de bens para a empresa.

O estoque de segurança pode ser matematicamente calculado. Ele depende da própria demanda (ou da previsão dela), do lead time ou tempo de fornecimento, do desvio padrão destes dois elementos e do nível de serviço desejado.
Na fórmula abaixo, chamaremos de z o valor tabelado que indica quantos desvios padrão ao redor da média temos que tomar para cobrirmos a proporção da área sob a curva normal que queremos (o nível de serviço, por exemplo podemos usar 99,87% para gerar um valor de z = 3,0);
Chamaremos d a demanda média e σd o desvio padrão dessa demanda; e chamaremos de t o lead time médio e de σt o desvio padrão do lead time.
O estoque de segurança, que chamaremos de ES, é calculado da seguinte forma:
{\displaystyle ES=z{\sqrt {\sigma _{d}^{2}t+\sigma _{t}^{2}d^{2}}}}
Para simplificar, se o lead time possuir um desvio padrão muito pequeno, a fórmula pode ser simplificada para:
{\displaystyle ES=z\sigma _{d}{\sqrt {t}}}